# 피렌체도
피렌체도(이탈리아어: Provincia di Firenze)은 이탈리아 토스카나주에 있던 도이다. 도청 소재지는 피렌체이다. 면적은 3,514 km2, 인구는 933,860(2004)이다. 2015년 1월 1일을 기해 피렌체 광역시로 개편되었다.

## 같이 보기
- 피렌체 광역시